# Aluku (taal)
Aluku is de taal die wordt gesproken door de marronstam Aluku in Suriname. Het is een variant van het Aukaans, waar het overeenkomsten mee heeft in de grammatica en de herkomst van het vocabulaire. Als Creoolse taal vindt zijn oorsprong in verschillende talen en ontwikkelde zich onder andere invloeden verder in Suriname. Vanwege de woonlocatie langs de Marowijne op de grens met Frans-Guyana en de toenadering tot Frankrijk in de 19e eeuw, zijn er Franse invloeden in het Aluku te horen.